# 台湾水龙
台湾水龙（学名：Ludwigia taiwanensis），为柳叶菜科丁香蓼属下的一个植物种。